# Marie Christiane Henriette von Beulwitz
Marie Christiane Henriette von Beulwitz, gift von Reitzenstein (25. november 1700 – 20. maj 1767) var en tysk adelsdame og hofdame hos dronning Sophie Magdalene.
Hun var vistnok datter af Christopher von Beulwitz til Stöben og Amalie Juliane f. von Günterrode. 7. august 1743 ægtede hun Johann Christoph von Reitzenstein. Hun var Dame de l'union parfaite.